# Orobates
Orobates es un género extinto de diadéctidos.
En 2004, se describió la especie Orobates pabsti basado en algunos especímenes, incluyendo dos esqueletos completos, un cráneo con una sección postcraneal, un cráneo parcial, y un fragmento de mandíbula. Los restos, procedentes del Pérmico Inferior, fueron hallados en los bosques de Turingia cerce de Gotha, Alemania.
Orobates pabsti es uno de los diadéctidos que representa la transición a herbívoros de los tetrápodos.